# Дис
Дис (пол. Dys) — село в Польщі, у гміні Нємце Люблінського повіту Люблінського воєводства.
Населення — 1890 осіб (2011).

## Демографія
Демографічна структура станом на 31 березня 2011 року:
|          | Загалом | Допрацездатний вік | Працездатний вік | Постпрацездатний вік |
| -------- | ------- | ------------------ | ---------------- | -------------------- |
| Чоловіки | 936     | 218                | 644              | 74                   |
| Жінки    | 954     | 184                | 578              | 192                  |
| Разом    | 1890    | 402                | 1222             | 266                  |